# Coppa del mondo di tuffi 2021 - Piattaforma 10 metri sincro maschile
Il concorso dei tuffi dalla piattaforma 10 metri sincronizzato maschile della Coppa del mondo di tuffi 2021 si è svolto il 1º maggio 2021 al Tokyo Aquatics Centre in Giappone.
La competizione è stata valida per la qualificazione ai Giochi olimpici estivi di Tokyo 2021.

## Programma
| Data           | Ora   | Evento      |
| -------------- | ----- | ----------- |
| 1º maggio 2021 | 12:30 | Preliminare |
| 1º maggio 2021 | 18:00 | Finale      |

## Risultati
Le nazioni contrassegnate dal grassetto si sono qualificate per le Olimpiadi tramite questo risultato. Quelle nei primi posti non in grassetto hanno ottenuto la qualificazione in un'altra manifestazione.
| Class   | Nazione         | Nome                                          | Preliminare | Preliminare | Finale          | Finale          |
| Class   | Nazione         | Nome                                          | Punti       | Class       | Punti           | Class           |
| ------- | --------------- | --------------------------------------------- | ----------- | ----------- | --------------- | --------------- |
| Oro     | Gran Bretagna   | Tom Daley Matty Lee                           | 441.72      | 1           | 453.60          | 1               |
| Argento | Messico         | Iván García Navarro Randal Willars            | 385.98      | 3           | 405.69          | 2               |
| Bronzo  | Canada          | Vincent Riendeau Nathan Zsombor-Murray        | 389.64      | 2           | 393.81          | 3               |
| 4       | Ucraina         | Oleh Serbin Oleksij Sereda                    | 369.42      | 7           | 393.54          | 4               |
| 5       | Corea del Sud   | Kim Yeong-nam Woo Ha-ram                      | 372.33      | 6           | 383.43          | 5               |
| 6       | Germania        | Patrick Hausding Timo Barthel                 | 375.42      | 5           | 382.14          | 6               |
| 7       | Russia          | Aleksandr Belevcev Ruslan Ternovoj            | 358.68      | 8           | 379.44          | 7               |
| 8       | Stati Uniti     | David Dinsmore Brandon Loschiavo              | 379.08      | 4           | 369.18          | 8               |
| 9       | Malaysia        | Jellson Jabillin Hanis Jaya Surya             | 349.74      | 9           | 359.82          | 9               |
| 10      | Grecia          | Nikolaos Molvalis Athanasios Tsirikos         | 341.76      | 10          | 350.28          | 10              |
| 11      | Giappone        | Ito Hiroki Kazuki Murakami                    | 339.00      | 11          | 344.37          | 11              |
| 12      | Italia          | Andreas Sargent Larsen Eduard Timbretti Gugiu | 337.53      | 12          | 344.91          | 12              |
| 13      | Brasile         | Kawan Pereira Isaac Souza                     | 329.16      | 13          | Non qualificati | Non qualificati |
| 14      | Rep. Dominicana | Frandiel Gómez José Ruvalcaba                 | 321.30      | 14          | Non qualificati | Non qualificati |
| 15      | Singapore       | Jonathan Chan Max Lee                         | 318.18      | 15          | Non qualificati | Non qualificati |
| 16      | Armenia         | Vartan Bayanduryan Vladimir Harutyunyan       | 315.78      | 16          | Non qualificati | Non qualificati |
| 17      | Venezuela       | Óscar Ariza Jesús González                    | 315.12      | 17          | Non qualificati | Non qualificati |